# Рошковце
Рошковце (слч. Roškovce) насељено је мјесто са административним статусом сеоске општине (слч. obec) у округу Медзилаборце, у Прешовском крају, Словачка Република.

## Становништво
| Година:    | 1994. | 2004.    | 2014.    | 2024.    |
| ---------- | ----- | -------- | -------- | -------- |
| Број људи: | 246   | 217      | 185      | 132      |
| Разлика:   |       | -11,78 % | -14,74 % | -28,64 % |

| Година:    | 2023. | 2024.   |
| ---------- | ----- | ------- |
| Број људи: | 139   | 132     |
| Разлика:   |       | -5,03 % |

Према подацима о броју становника из 2024. године насеље је имало 132 становника.